# 12207 Matthewbeasley
12207 Matthewbeasley eller 1981 EU28 är en asteroid i huvudbältet som upptäcktes den 1 mars 1981 av den amerikanska astronomen Schelte J. Bus vid Siding Spring-observatoriet. Den är uppkallad efter Matthew Beasley.
Asteroiden har en diameter på ungefär 4 kilometer.